# Dexter (nome)
Dexter  è un nome proprio di persona inglese maschile.

## Varianti
- Ipocoristici: Dex[1]

## Origine e diffusione
Il nome ha una duplice origine: da una parte, può risalire direttamente al termine latino dexter, che vuol dire sia "destrorso", sia "abile", "capace", e che è stato portato come cognomen da una manciata di personalità dell'antica Roma (reso poi in italiano con Destro).
Dall'altra può riprendere il cognome inglese Dexter, derivante dall'inglese antico deaȝestre, di origine occupazionale, che denotava una donna che svolgeva la professione di tintora.

## Onomastico
Il nome è adespota, cioè non è portato da alcun santo. Si può festeggiarne l'onomastico il 1º novembre, giorno di Ognissanti.

## Persone

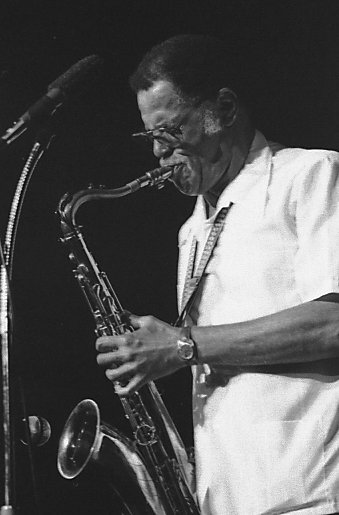
Dexter Gordon

- Dexter Blackstock, calciatore britannico
- Dexter Boney, cestista statunitense
- Dexter Cambridge, cestista bahamense
- Dexter Carter, giocatore di football americano statunitense
- Dexter Davis, giocatore di football americano statunitense
- Dexter Gordon, sassofonista statunitense
- Dexter Holland, cantante e chitarrista statunitense
- Dexter Jackson, culturista statunitense
- Dexter Jackson, giocatore di football americano statunitense
- Dexter Langen, calciatore tedesco
- Dexter Lee, atleta giamaicano
- Dexter Lewis, calciatore costaricano
- Dexter McCluster, giocatore di football americano statunitense
- Dexter Pittman, cestista statunitense
- Dexter Shouse, cestista statunitense
- Dexter Westbrook, cestista statunitense

## Il nome nelle arti
- Dexter è un personaggio della serie animata Il laboratorio di Dexter.
- Dexter Fortebraccio è un personaggio della serie di romanzi Harry Potter, creata da J. K. Rowling.
- Dexter Morgan è un personaggio di una serie di romanzi scritti da Jeff Lindsay (primo fra tutti La mano sinistra di Dio, da cui è stata tratta la serie televisiva Dexter).
- Dexter è un singolo del rapper italiano Sfera Ebbasta, uscito nel 2017.